# 미코데오필룸 파필리텍툼
미코데오필룸 파필리텍툼(Mychodeophyllum papillitectum)는 진정홍조강 돌가사리목에 속하는 홍조류의 일종이다. 미코데오필룸과(Mychodeophyllaceae)와 미코데오필룸속(Mychodeophyllum)의 유일종이다. 오스트레일리아 웨스턴오스트레일리아 등에서 발견된다.